# 2000 AX63
2000 AX63 är en asteroid i huvudbältet som upptäcktes den 4 januari 2000 av LINEAR i Socorro County, New Mexico.
Asteroiden har en diameter på ungefär 8 kilometer och den tillhör asteroidgruppen Eos.